# Ratko Radovanović
Ratko Radovanović (* 16. Oktober 1956 in Nikšić, Jugoslawien) ist ein ehemaliger jugoslawischer Basketballspieler, der 1977 Europameister, 1978 Weltmeister und 1980 Olympiasieger war.

## Sportliche Karriere
Der 2,08 m große Ratko Radovanović begann seine Karriere in Nikšić und zog 1972 nach Sarajewo, wo er sich dem Verein Košarkaški Klub Bosna Sarajevo anschloss. Mit diesem Verein war er 1978, 1980 und 1983 jugoslawischer Meister und gewann 1979 den FIBA Europapokal der Landesmeister. Von 1983 bis 1986 spielte er bei Stade Français und von 1986 bis 1990 bei Reyer Venezia Mestre. 
Ratko Radovanović war bereits im Juniorenbereich international erfolgreich. 1973 gewann er eine Bronzemedaille bei der Kadetteneuropameisterschaft, 1974 war er Junioreneuropameister. Mit der Jugoslawischen Nationalmannschaft spielte er bei der Europameisterschaft 1977 in Belgien. Nach einem Halbfinalsieg von 88:69 über Italien gewannen die Jugoslawen das Finale mit 74:61 gegen die Sowjetunion. Ratko Radovanović erzielte in sieben Spielen 51 Punkte. Bei der Weltmeisterschaft 1978 in Manila gab es zunächst eine Finalrunde, in der die Jugoslawen ungeschlagen blieben. Die ersten beiden Teams der Finalrunde trafen im Finale aufeinander, Jugoslawien gewann gegen die Mannschaft der UdSSR mit 82:81 nach Verlängerung. Radovanović wirkte in zehn Spielen mit und erzielte 123 Punkte, davon zehn im Finale. Nach drei Europameistertiteln in Folge, wobei Radovanović nur 1977 dabei war, verpassten die Jugoslawien bei der Europameisterschaft 1979 in Italien das Finale. Da sie in der Vorrunde gegen Israel mit 76:77 verloren hatten, zog Israel in das Finale gegen die sowjetische Mannschaft ein, Jugoslawien gewann das Spiel um den dritten Platz mit 99:92 gegen die Tschechoslowakei. Radovanović erzielte in sieben Spielen 35 Punkte. Ein Jahr später gab es bei den Olympischen Spielen 1980 wieder eine Finalrunde. Im Finale trafen die beiden besten Mannschaften der Finalrunde aufeinander. Die Jugoslawen besiegten die Italiener mit 86:77 Punkten. Radovanović wurde in acht Spielen eingesetzt und erzielte im Turnierverlauf 56 Punkte, lediglich im Finale traf er den Korb nicht.
1981 wurde die Europameisterschaft 1981 in der Tschechoslowakei ausgetragen. Jugoslawien belegte in der Vorrunde den zweiten Platz hinter dem Team aus der Sowjetunion. Diese beiden belegten nach der Finalrunde auch die beiden ersten Plätze und trafen somit im Finale noch einmal aufeinander, die UdSSR siegte mit 84:67. Ratko Radovanović erzielte in sieben Spielen 81 Punkte. Bei der Weltmeisterschaft 1982 in Kolumbien erreichten die Jugoslawen das Spiel um den dritten Platz und gewannen gegen die Spanier mit 119:117. Ratko Radovanović kam in neun Spielen auf 98 Punkte. Im Jahr darauf belegte die jugoslawische Mannschaft den siebten Platz bei der Europameisterschaft in Frankreich. Radovanović warf in sieben Spielen 151 Punkte. 1984 nahm Ratko Radovanović an den Olympischen Spielen 1984 in Los Angeles teil. Die Jugoslawen gewann ihre Vorrundengruppe, unterlagen aber im Halbfinale den Spaniern. Das Spiel um eine Bronzemedaille gewannen sie mit 88:82 gegen die Kanadier. Žižić wirkte in acht Spielen mit und erzielte 113 Punkte. Zwei Jahre später fand in Spanien die Weltmeisterschaft 1986 statt. Im Halbfinale gewann die Mannschaft aus der Sowjetunion mit 91:90 gegen die Jugoslawen, im Spiel um den dritten Platz bezwangen die Jugoslawen Brasilien mit 117:91. Radovanović steuerte 96 Punkte in acht Spielen bei, 22 Punkte allein gegen Brasilien. Zum Abschluss seiner Karriere gewann er bei der Europameisterschaft 1987 in Athen noch einmal Bronze und erzielte 66 Punkte in sieben Spielen.
Nach Beendigung seiner sportlichen Karriere kehrte Ratko Radovanović 1990 nach Sarajevo zurück und baute ein Geschäft auf, verlor aber seine Investitionen durch den Bosnienkrieg. Ratko Radovanović zog mit seiner Familie nach Belgrad weiter, wo er seit 1992 lebt.
2025 wurde er in die FIBA Hall of Fame aufgenommen.